# Gare de Châlons-en-Champagne
Gare de Châlons-en-Champagne – stacja kolejowa w Châlons-en-Champagne, w regionie Grand Est (departament Marna), we Francji.
Stacja jest obsługiwanych przez pociągi TGV z Paris-Est do Bar-le-Duc lub Commercy. Pociągi sieci TER Champagne-Ardenne i TER Lorraine (linie z Châlons-en-Champagne do Reims, Verdun, Saint-Dizier i Nancy).